# Lücken (Adelsgeschlecht)

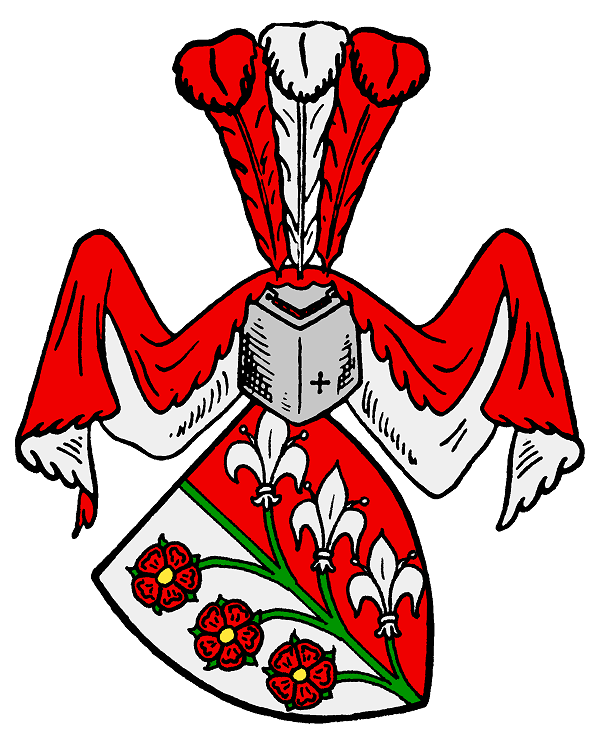
Stammwappen derer von Lücken im Stil der Gotik, wie für Geschlechter des sogenannten „Uradels“ seit Ende des 19. Jahrhunderts (wieder) üblich

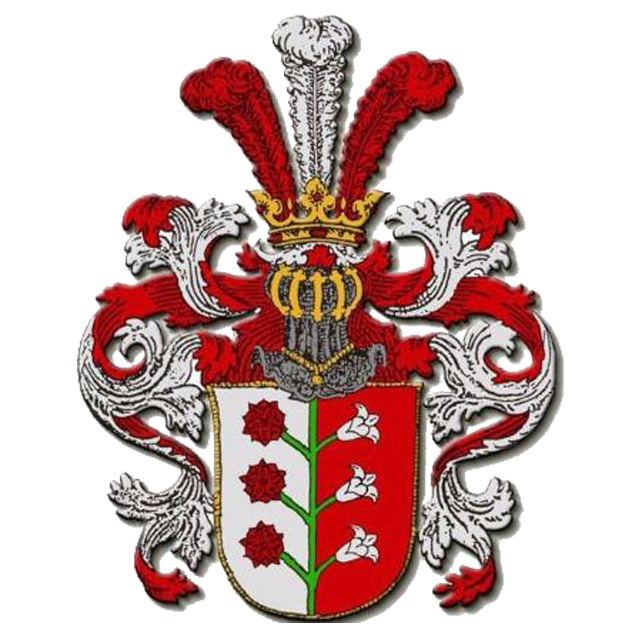
Wappen derer von Lücken mit ab Ende 15. Jahrhundert für adelige Geschlechter üblichen Kolbenturnierhelm und Helmkrone

Lücken, historisch auch Lucken oder Luck, ist der Name eines alten mecklenburgisches Adelsgeschlechts. Zweige der Familie bestehen bis heute fort.

## Geschichte

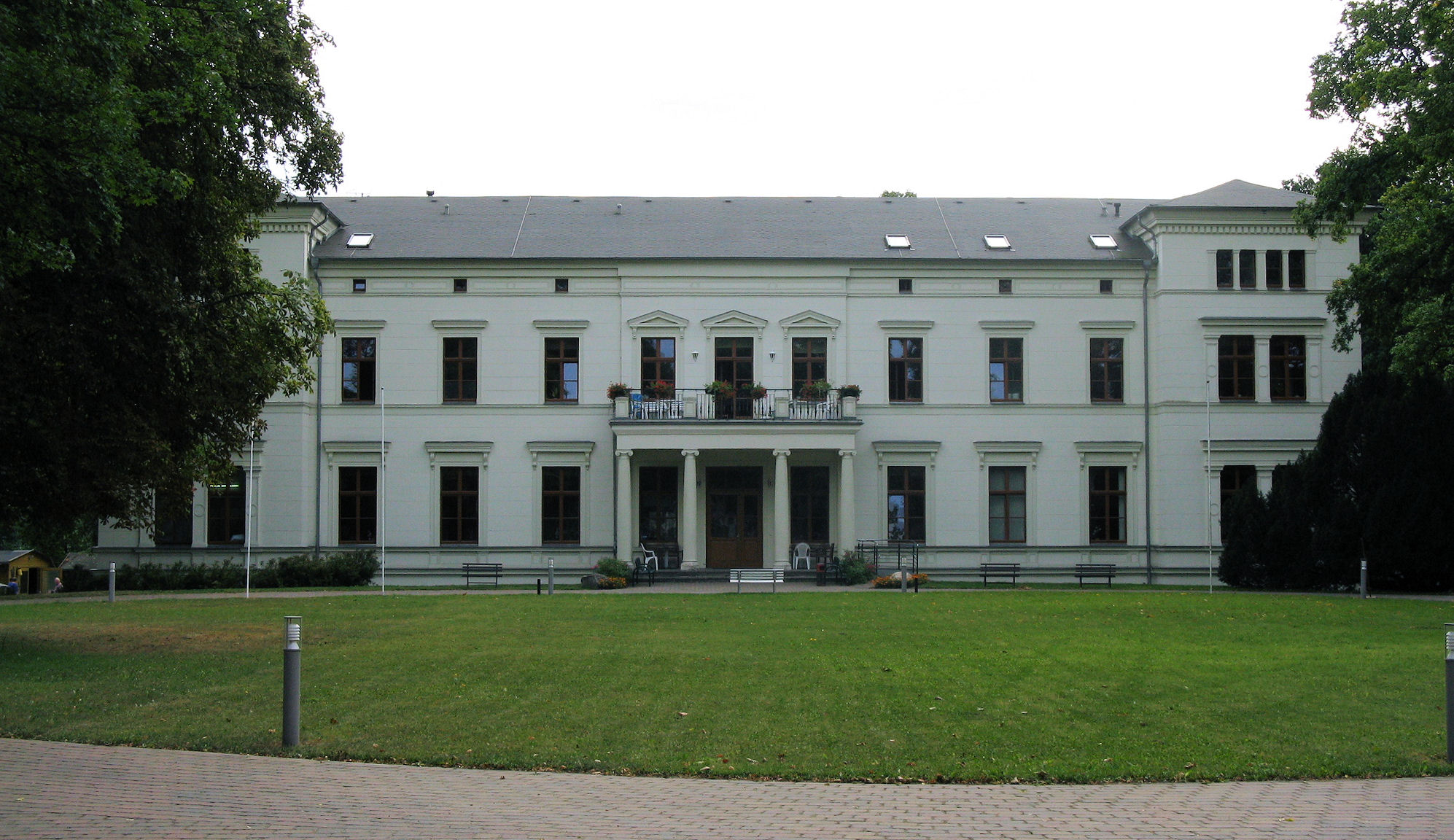
Das Stammgut Massow

Es ist ungesichert, ob bereits Hince Lucken, welcher im Jahre 1286 urkundlich genannt wurde, der Familie zuzurechnen ist oder die urkundliche Ersterwähnung mit Hennikino Lucken am 17. Oktober 1351 erfolgte. Die gesicherte Stammreihe beginnt mit Clawes Lucke, der 1473 als Herr auf Massow urkundlich genannt, ihm folgte 1502 Ernst von Lücken auf dem Gut. Massow sollte bis 1930 das Stammgut des Geschlechts bleiben. Die Glocke in der Dorfkirche Massow aus dem Jahre 1722 trägt sowohl das Lückensche als auch das Flotowsche Wappen. Auf dem der Kirche zugehörigen Friedhof sind neben weiteren, allein 24 Grabplatten derer von Lücken erhalten.
Im Jahre 1495 war Heinrich von Lücken im Gefolge des Herzogs beim Reichstag zu Worms.
Bereits unter der Regierung Friedrich III. konnte die Familie auch in Dänemark zu hohem Ansehen und Wohlstand gelangen, Key Lücken führte dort in dieser Zeit den Beinamen der Reiche.
Die Familie stellte auch zahlreiche Offiziere in der preußischen Armee.
Im Einschreibebuch des Klosters Dobbertin befinden sich 26 Eintragungen von Töchtern der Familien von Lücken aus Godenswege, Zahrenstorf, Massow und Grabenitz aus den Jahren 1762–1903 zur Aufnahme in das dortige adelige Damenstift. Der Wappenschild mit anhängendem Ordenskreuz und dem Allianzwappen der Konventualin Nr. 715 Eva Dorothea von Lücken befindet sich auf der Nonnenempore in der Klosterkirche.
In den amtlichen Standardwerken zu den Gutsbesitzungen in Mecklenburg finden sich um 1900 noch vier Eintragungen zur Familie, beigefügt die Größe, der wirtschaftliche Schwerpunkt und unter welchem Eigentum, Besitz und Leitung stehend. Die Söhne der Familie von Lücken gingen vielmals auf bekannte Adelsalumnate, unter anderem der Ritterakademie Brandenburg oder dem Friderico-Francisceum zu Doberan.
Der 29-jährige Fritz-Henning von Lücken ertrank beim Untergang der Principessa Mafalda am 25. Oktober 1927, weil er seinen Rettungsring einem jungen Mädchen überließ.
Zu allen Zeiten waren Vertreter der Familie von Lücken karitativ tätig und aktive Mitglieder im Ritterlichen Orden St. Johannis vom Spital zu Jerusalem, kurz Johanniterorden. Der Kammerherr Carl Albrecht von Lücken-Massow noch der Balley Brandenburg direkt zugeordnet, die meisten zumal dann später in der zusätzlich gegründeten Mecklenburgischen Genossenschaft der für den evangelischen Landadel so wichtigen Kongregation. Aus beiden bis heute bestehenden Familienlinien waren Damen und Herren derer von Lücken auch Mitglied in der seit 1933 fast gleich geschalteten Deutschen Adelsgenossenschaft.
Ein Geschlechtsverband des Adelsgeschlechts von Lücken wurde bereits 1904 gegründet.

## Besitz
Zum historischen Güterbesitz des Geschlechts gibt u. a. Ledebur einen groben Überblick:
- In Brandenburg, Prignitz zu Beginn des 19. Jh. begütert in Eichenfelde und Warnsdorf
- In Mecklenburg: Godenswege, Grabenitz, Gülzow, Langensee, Groß Luckow, Groß Lüsewitz (anteilig), Massow, Parum, Pieversdorf, Rossow und Zahrensdorf

## Wappen

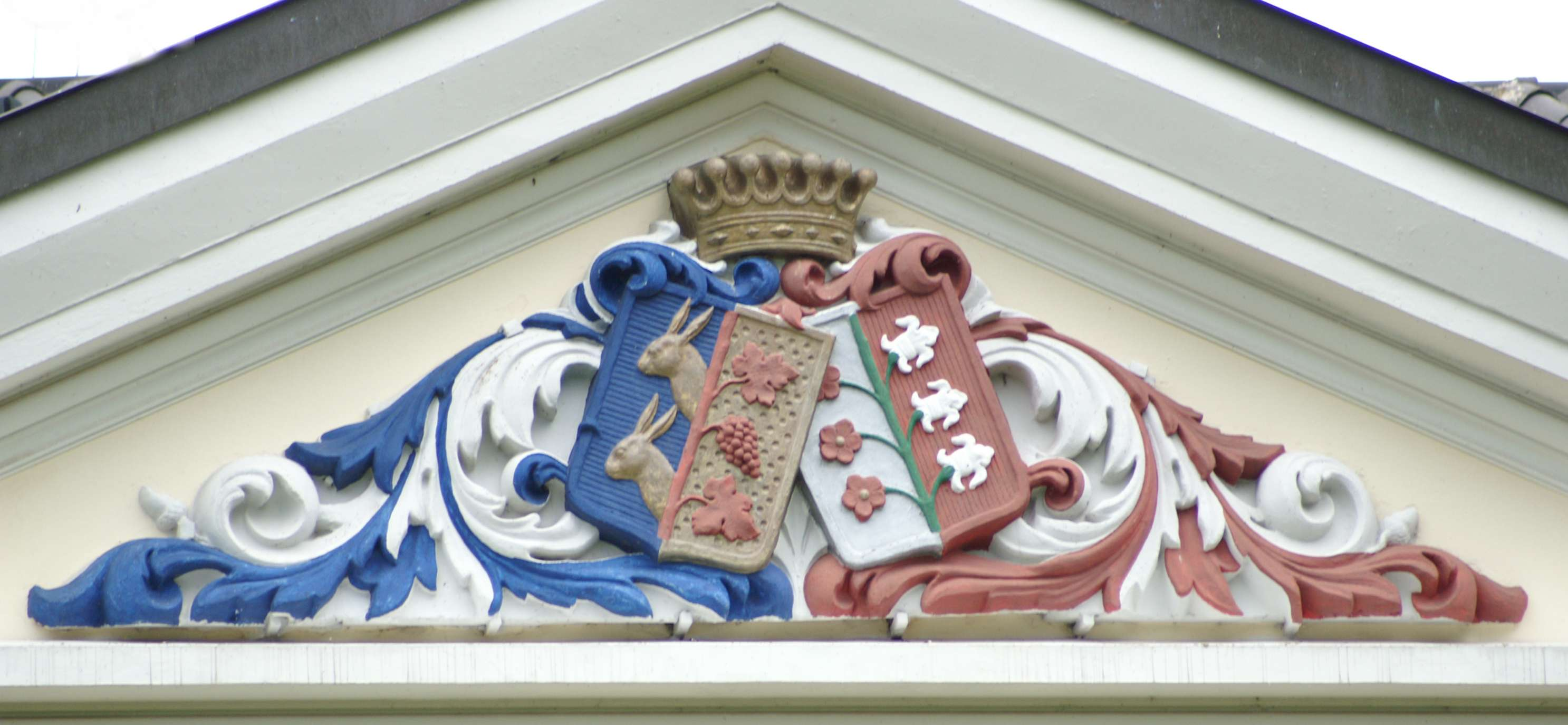
Allianzwappen der Familien von Maltzahn und von Lücken am Herrenhaus Vanselow in Erinnerung an Hans Ludwig Freiherrn von Maltzahn und seine Frau Agnes Alice geb. von Lücken aus dem Hause Zahrensdorf (1841–1930)

Das Stammwappen ist von Silber und Rot gespalten durch einen grünen Stiel, aus dem rechts drei rote Rosen, links drei silberne natürliche Lilien an ihren Stielen hervorwachsen. Auf dem rot-silbern bewulsteten Helm mit rot-silbernen Decken drei rot-silbern-rote Straußenfedern.

## Angehörige
- Ludwig von Lücken (1831–1885), Rittergutsbesitzer
- Hans Dietrich von Lücken (1860–1931), Oberstleutnant, bis 1910 Besitzer von Godenswege; seine Urne steht im Begräbnisanbau der Kirche in Ludorf; ⚭ 21. Januar 1895 Bertha von Bülow
- Eberhard von Lücken (1864–1925), Jurist und Landrat
- Hans Wilhelm von Lücken (1870–1921), deutscher Verwaltungsjurist und Landrat
- Iwar von Lücken (1874–1940), deutscher Aristokrat, Lyriker und Bohemien, wurde 1917 von Oskar Kokoschka[12] und 1926 von Otto Dix[13] porträtiert.
- Gertrud von Lücken (1877–1972), bereits 1916 Dame zu halben Hebung;[14] war 1944–1972 letzte[15] Domina des Klosters Malchow
- Gottfried Heinrich von Lücken (1883–1976), deutscher klassischer Archäologe
- Theodor von Lücken (1914–1986), als Hauptmann beim Heer, 7. Mai 1944 Träger des Eichenlaubs zum Ritterkreuz des Eisernen Kreuzes; zuletzt Oberstleutnant der Bundeswehr